# Fußball-Landesklasse Mecklenburg 1949/50
Die Fußball-Landesklasse Mecklenburg 1949/50 war die vierte Austragung der Fußball-Landesklasse Mecklenburg. Erneut wurde die Meisterschaft in zwei Staffeln im Rundenturnier ausgetragen. Die Sieger und Zweitplatzierten beider Staffeln qualifizierten sich für die Endrunde, in der der Sieger ermittelt wurde. Am Ende konnte sich der Aufsteiger SG Vorwärts Wismar seine erste mecklenburgische Fußballmeisterschaft erringen. Durch diesen Sieg qualifizierte sich Wismar für die Aufstiegsrunde zur DDR-Oberliga 1950/51, wurde jedoch in der Fünfergruppe letzter und verpasste den Aufstieg in die Erstklassigkeit. Da zur kommenden Spielzeit die zweitklassige DDR-Liga eingeführt wurde, qualifizierte sich Wismar jedoch für diese. Durch diese Einführung war die Landesklasse ab kommender Spielzeit nur noch drittklassig.
Da die Landesklasse ab 1950/51 eingleisig ausgetragen wurde, gab es 1949/50 sieben Absteiger. Nachdem der Ostzonensport auf die Basis von Betriebssportgemeinschaften (BSG) umgestellt worden war, tauchten die meisten bisherigen SG mit neuen Namen auf.

## Staffel Ost
| Pl. | Verein                         | Sp. | Tore  | Quote | Punkte |
| --- | ------------------------------ | --- | ----- | ----- | ------ |
| 1.  | BSG Energie Neubrandenburg a   | 14  | 47:19 | 2,47  | 23:50  |
| 2.  | ZSG Aktivist Stralsund b       | 14  | 34:17 | 2,00  | 20:80  |
| 3.  | BSG KWU Bergen c               | 14  | 35:22 | 1,59  | 17:11  |
| 4.  | SG John Brinkmann Güstrow d    | 14  | 32:24 | 1,33  | 16:12  |
| 5.  | SG Greif Greifswald e          | 14  | 26:30 | 0,87  | 13:15  |
| 6.  | BSG Fischlandschmuck Ribnitz f | 14  | 24:34 | 0,71  | 12:16  |
| 7.  | SG Altentreptow                | 14  | 12:36 | 0,33  | 09:16  |
| 8.  | SG Barth (N)                   | 14  | 18:46 | 0,39  | 02:26  |

| (N) | Aufsteiger aus den Bezirksklassen |

## Staffel West
| Pl. | Verein                                | Sp. | Tore  | Quote | Punkte |
| --- | ------------------------------------- | --- | ----- | ----- | ------ |
| 1.  | SG Volkspolizei Schwerin (N)          | 16  | 71:16 | 4,44  | 29:30  |
| 2.  | SG Vorwärts Wismar (N)                | 16  | 42:18 | 2,33  | 26:60  |
| 3.  | BSG Einheit Rostock g                 | 16  | 48:21 | 2,29  | 24:80  |
| 4.  | SG Neustadt-Glewe                     | 16  | 45:27 | 1,67  | 20:12  |
| 5.  | BSG Kreisverwaltung Ludwigslust h (N) | 16  | 41:49 | 0,84  | 14:18  |
| 6.  | SG Volkspolizei Rostock               | 16  | 33:39 | 0,85  | 12:20  |
| 7.  | SG Parchim                            | 16  | 19:54 | 0,35  | 10:22  |
| 8.  | BSG Fortschritt Wismar (N)            | 16  | 36:56 | 0,64  | 07:25  |
| 9.  | SG Hagenow                            | 16  | 13:68 | 0,19  | 02:30  |

| (N) | Aufsteiger aus den Bezirksklassen |

## Endrunde
Die Endrunde wurde vom 5. März 1950 bis 11. April 1950 ausgetragen, qualifiziert waren die Staffelsieger und Vizemeister beider Staffeln.
| Pl. | Verein                                          | Sp. | Tore  | Quote | Punkte |
| --- | ----------------------------------------------- | --- | ----- | ----- | ------ |
| 1.  | SG Vorwärts Wismar (Zweiter Staffel West)       | 6   | 21:12 | 1,75  | 10:20  |
| 2.  | BSG Energie Neubrandenburg (Erster Staffel Ost) | 6   | 12:13 | 0,92  | 06:60  |
| 3.  | ZSG Aktivist Stralsund (Zweiter Staffel Ost)    | 6   | 14:17 | 0,82  | 04:80  |
| 4.  | SG Volkspolizei Schwerin                        | 6   | 14:19 | 0,74  | 04:80  |